# Дасел
Дасел (њем. Dassel) град је у њемачкој савезној држави Доња Саксонија. Једно је од 12 општинских средишта округа Нортхајм. Према процјени из 2010. у граду је живјело 10.610 становника. Посједује регионалну шифру (AGS) 3155003.

## Географски и демографски подаци
Дасел се налази у савезној држави Доња Саксонија у округу Нортхајм. Град се налази на надморској висини од 160 метара. Површина општине износи 113,0 km². У самом граду је, према процјени из 2010. године, живјело 10.610 становника. Просјечна густина становништва износи 94 становника/km².

## Међународна сарадња
| Мјесто        | Држава | Врста сарадње | Од    |
| ------------- | ------ | ------------- | ----- |
| Ледоје-Сморум | Данска | партнерство   | 1990. |
| Извор         |        |               |       |